# 弗雷讷莱蒙托邦
弗雷讷莱蒙托邦（法語：Fresnes-lès-Montauban，法語發音：[fʁɛn lɛ mɔ̃tobɑ̃]）是法国上法蘭西大區加来海峡省的一个市镇，属于阿拉斯区。

## 地理
弗雷讷莱蒙托邦（50°19'59"N, 2°55'52"E）面积4.95 平方千米，位于法国上法蘭西大區加来海峡省，该省份为法国北部沿海省份，西北濒北海，南至索姆省，东临北部省。
与弗雷讷莱蒙托邦接壤的市镇（或旧市镇、城区）包括：伊泽勒莱塞凯尔尚、讷维勒伊、奥皮、阿图瓦地区维特里、比亚什圣瓦斯特、加夫雷勒。

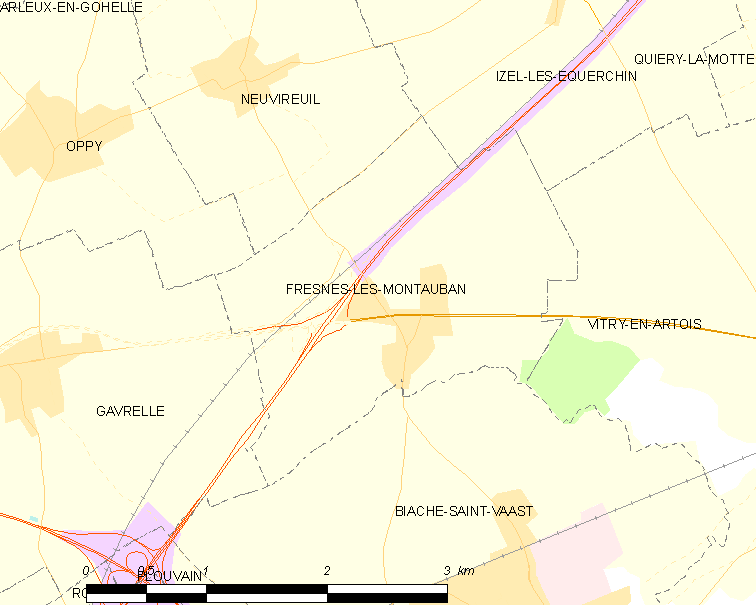
弗雷讷莱蒙托邦的OSM定位图

弗雷讷莱蒙托邦的时区为UTC+01:00、UTC+02:00（夏令时）。

## 行政
弗雷讷莱蒙托邦的邮政编码为62490，INSEE市镇编码为62355。

## 政治
弗雷讷莱蒙托邦所属的省级选区为布勒比耶尔县。

## 人口

1962-2008年间弗雷讷莱蒙托邦人口变化图示

弗雷讷莱蒙托邦于2022年1月1日时的人口数量为604人。